# ميخائيل شميد
ميخائيل شميد (الألمانية السويسرية الموحدة: Michael Schmid) هو مجدف سويسري، ولد في 2 يناير 1988 في ستانس في سويسرا.

## وصلات خارجية
- ميخائيل شميد على موقع أرشيف الشارخ.
- ميخائيل شميد على موقع الاتحاد الدولي للتجديف (الإنجليزية)
- ميخائيل شميد على موقع اللجنة الأولمبية الدولية (الإنجليزية)
- ميخائيل شميد على موقع أوليمبيديا (الإنجليزية)